# Edward Carmichael
Edward Carmichael   (Los Angeles, 2 de gener de 1907 - Los Angeles, 3 de setembre de 1960) va ser un gimnasta artístic estatunidenc que va competir durant la dècada de 1930.
El 1932 va prendre part en els Jocs Olímpics de Los Angeles, on guanyà la medalla de bronze en la prova del salt sobre cavall del programa de gimnàstica, en quedar rere Savino Guglielmetti i Alfred Jochim.